# Jennifer De Temmerman

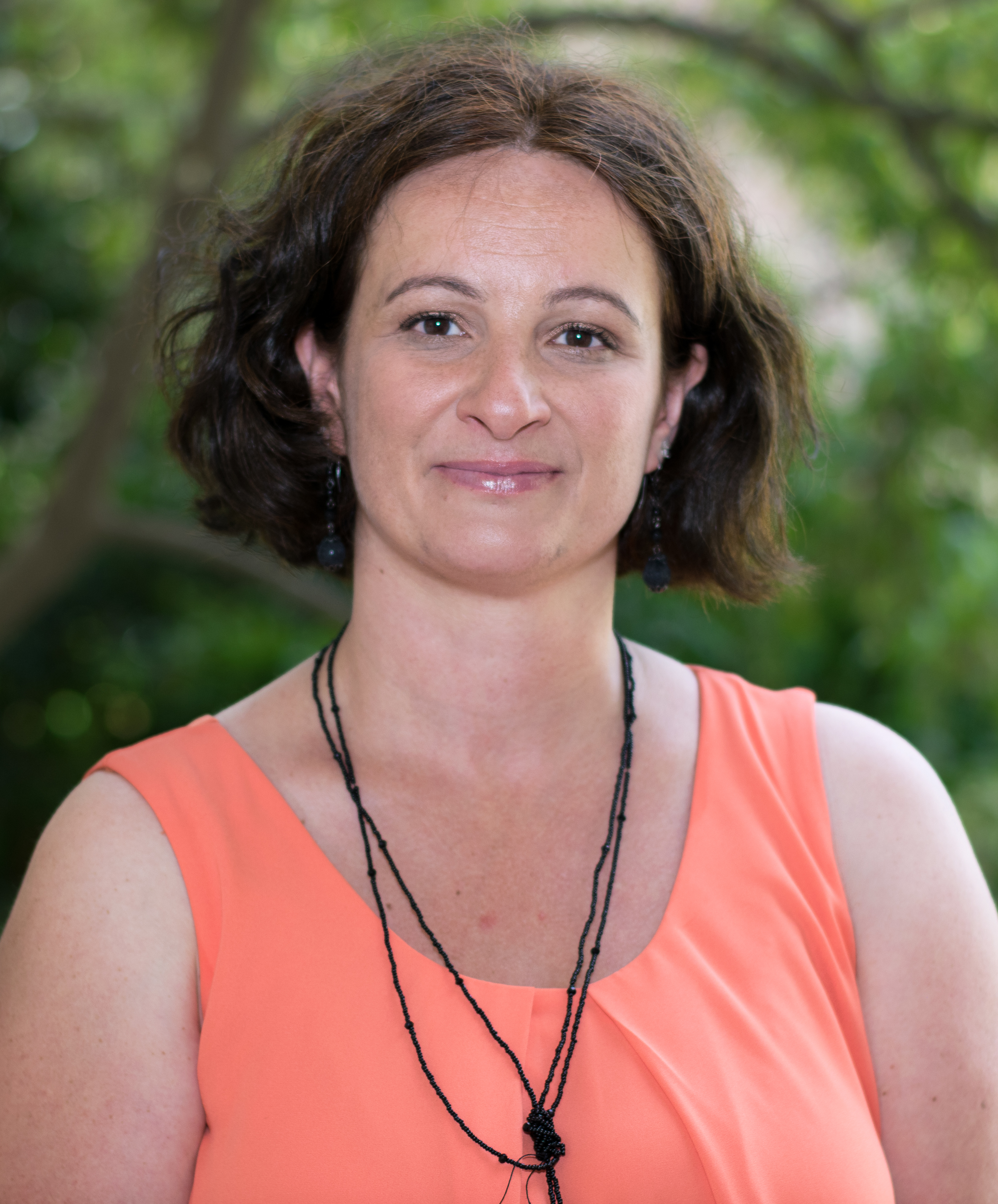
Jennifer De Temmerman (2017)

Jennifer De Temmerman (* 16. Februar 1977 in Valenciennes) ist eine französische Politikerin, die seit der Parlamentswahl 2017 in der Nationalversammlung den 15. Wahlkreis Nord vertritt.

## Jugend, berufliche Laufbahn
Sie wuchs in einer früheren „Zechenkolonie“ (coron) von Anzin im Département Nord auf, bevor die Familie nach Aulnoy-lez-Valenciennes im selben Département umzog.
Parallel zum Studium an der Universität Lille III machte De Temmerman eine Buchhändlerlehre. Nachdem sie die CAPES-Prüfung abgelegt hatte, unterrichtete sie zwölf Jahre lang Fächer der Altphilologie.

## Politische Laufbahn
Am 18. Juni 2017 wurde De Temmerman im 15. Wahlkreis Nord in die Nationalversammlung gewählt. Sie erhielt im 2. Wahlgang 60,76 % der Stimmen und lag damit weit vor dem Kandidaten des FN.
Im Parlament ist De Temmerman Mitglied im Ausschuss für Nachhaltige Entwicklung.
Sie ist seit 2017 Mitglied der französischen Parlamentarierdelegation zur Parlamentarischen Versammlung des Europarats. In der Versammlung arbeitet sie im Ausschuss für Soziale Fragen, Gesundheit und nachhaltige Entwicklung mit sowie im Unterausschuss zur Europäischen Sozialcharta. Ferner ist sie Berichterstatterin der Versammlung zum Thema Umsetzung der Ziele für nachhaltige Entwicklung (SDGs).
Im November 2019 trat De Temmerman aus der Fraktion der LREM aus; sie blieb fraktionslose Abgeordnete.
Im Mai 2020 gehörte sie zu den 17 Gründern der neuen Fraktion der Gruppe Écologie Democratie Solidarité in der Nationalversammlung.

## Politische Standpunkte
Im April 2018 gehörte De Temmerman zu den Unterzeichnern eines Antrags auf Einrichtung eines Untersuchungsausschusses zur Frage der Rechtmäßigkeit von französischen Waffenlieferungen für die von Saudi-Arabien angeführte Militärintervention im Jemen seit 2015 (Wortführer des Antrags: Sébastien Nadot), wenige Tage vor dem Staatsbesuch des saudischen Kronprinzen Mohammed bin Salman in Paris.
Im September 2018 unterstützte sie die Kandidatur von Barbara Pompili für den Posten der Parlaments-Präsidentschaft, nachdem François de Rugy Mitglied der Regierung geworden war.
Im Juli 2019 gehörte De Temmerman zu den 52 Parlamentsmitgliedern von LREM, die sich bei der Abstimmung über die Ratifizierung des Umfassenden Wirtschafts- und Handelsabkommens (CETA) der EU mit Kanada der Stimme enthielten.
Im November 2019 kritisierte De Temmerman die neue Immigrationspolitik der Regierung. In der Nationalversammlung stellte sie die rhetorische Frage: „Werden wir an diesem Vormittag die Menschlichkeit vervollkommnen?“ Zusammen mit zehn anderen Abgeordneten von LREM unterzeichnete sie eine Erklärung, in der die Maßnahmen der Regierung auf dem Gebiet der Zuwanderung, insbesondere in Bezug auf Gesundheitsvorsorge und medizinische Betreuung (AME) abgelehnt wurden.